# Semetej Biszkek
Semetej Biszkek (kirg. Футбол клубу «Семетей» Бишкек) – kirgiski klub piłkarski, mający siedzibę w stolicy kraju, mieście Biszkek.

## Historia
Chronologia nazw:
- 19??: Semetej Frunze (ros. «Семетей»» Фрунзе)
- 1992: Semetej Biszkek (ros. «Семетей» Бишкек)
- 1997: klub rozformowano

Piłkarski klub Semetej został założony w miejscowości Frunze po zakończeniu II wojny światowej. Zespół najpierw występował w rozgrywkach o mistrzostwo i Puchar Kirgiskiej SRR. W 1981 otrzymał prawo startu w 6 strefie Wtoroj Ligi ZSRR (III poziom). Jednak debiut był nieudanym - zremisował trzy razy, a w innych 17 spotkaniach doznał porażek. W następnym sezonie 1982 w rozgrywkach ligowych miasto prezentował inny klub COR Frunze. W 1992 w związku ze zmianą nazwy miasta został przemianowany na Semetej Biszkek.
Po uzyskaniu niepodległości przez Kirgistan klub występował w rozgrywkach lokalnych. W 1997 klub został rozformowany, a na jego bazie został utworzony nowy klub o nazwie Dordoj Naryn.

## Sukcesy

### Trofea międzynarodowe
Nie uczestniczył w rozgrywkach azjatyckich (stan na 31-12-2015).

### Trofea krajowe
Kirgistan
| \| \| Zdobyte trofea w rozgrywkach Kirgistanu (stan na: 31-12-2015) \| |                                                               |      |          |
| Rozgrywki                                                              | Osiągnięcie                                                   | Razy | Sezon(y) |
| Mistrzostwo                                                            | I miejsce                                                     | 0    |          |
| Mistrzostwo                                                            | II miejsce                                                    | 0    |          |
| Mistrzostwo                                                            | III miejsce                                                   | 0    |          |
| Puchar                                                                 | zdobywca                                                      | 0    |          |
| Puchar                                                                 | finalista                                                     | 0    |          |
| II liga                                                                | I miejsce                                                     | ?    |          |
| II liga                                                                | II miejsce                                                    | ?    |          |
| II liga                                                                | III miejsce                                                   | ?    |          |
| Kirgistan                                                              | Zdobyte trofea w rozgrywkach Kirgistanu (stan na: 31-12-2015) |      |          |

ZSRR
| \| \| Zdobyte trofea w rozgrywkach Związku Radzieckiego (stan na: 31-12-1991) \| |                                                                         |      |          |
| Rozgrywki                                                                        | Osiągnięcie                                                             | Razy | Sezon(y) |
| Mistrzostwo                                                                      | I miejsce                                                               | 0    |          |
| Mistrzostwo                                                                      | II miejsce                                                              | 0    |          |
| Mistrzostwo                                                                      | III miejsce                                                             | 0    |          |
| Puchar                                                                           | zdobywca                                                                | 0    |          |
| Puchar                                                                           | finalista                                                               | 0    |          |
| II liga                                                                          | I miejsce                                                               | 0    |          |
| II liga                                                                          | II miejsce                                                              | 0    |          |
| II liga                                                                          | III miejsce                                                             | 0    |          |
|                                                                                  | Zdobyte trofea w rozgrywkach Związku Radzieckiego (stan na: 31-12-1991) |      |          |

- Wtoraja Liga ZSRR (D3):
  - 21.miejsce: 1981 (6 gr.)

## Stadion
Klub rozgrywał swoje mecze domowe na stadionie Spartak w Biszkeku, który może pomieścić 23000 widzów.